# Bystra (dopływ Orawicy)
Bystra (słow. Bystrá) – dolna część Bobrowieckiego Potoku na Słowacji, na odcinku od miejsca połączenia się go z Mihulczym Potokiem do miejsca, w którym uchodzi on do Orawicy. Ujście Bystrej do Orawicy znajduje się tuż przy kąpielisku termalnym w Orawicach, w miejscu o współrzędnych 49°18′00,0″N 19°44′57,7″E/49,300000 19,749361. Bystra to krótki potok – w prostej linii odległość między początkiem a ujściem Bystrej wynosi 1600 m.
Bystra spływa dnem Kotliny Orawickiej. Jej koryto, z wyjątkiem końcowego odcinka w Orawicach, jest całkowicie zalesione. Jedynymi jej dopływami są trzy niewielkie potoki spływające ze Skoruszyńskich Wierchów.
Dawniej Bystrą nazywano również dolny bieg Orawicy (w Dolinie Orawickiej), jednak nazwa Orawica jest starsza i obecnie nazwa Bystrej zachowała się tylko dla dolnej, wspólnej części Bobrowieckiego i Mihulczego Potoku.